# Christoph Herthum
Christoph Herthum (* 17. März 1641 in Angelroda; † 16. Februar 1710 in Arnstadt) war ein deutscher Organist.

## Leben
Herthum ist seit 1668 als Organist in Ebeleben nachgewiesen. Im selben Jahr heiratete er in Arnstadt Maria Catharina Bach, die Tochter von Heinrich Bach. 1672 wurde Herthum vom Grafen Anton Günther II. von Schwarzburg-Sondershausen in Arnstadt als Küchenschreiber und Hoforganist angestellt. 
Nach 1683 vertrat er wiederholt seinen Schwiegervater als Organist der Arnstädter Oberkirche und der Liebfrauenkirche und wurde schließlich nach dessen Tod 1692 zum neuen Stadtorganisten berufen.